# 阿尔伯塔省省长
阿尔伯塔省省長（英語：Premier of Alberta）又譯為「亞伯達省總理大臣」.是加拿大阿尔伯塔省的政府首長。省長由阿省省督委任，並成為省政府行政會議（Executive Council，即内閣）的首長。亞省省長通常都是在亞省省議會中，有最多議席的政黨黨魁。
現任省長為聯合保守黨黨魁戴思敏。
現時阿尔伯塔省省長辦公室包括下列委員會：
- 議程及規劃委員會（Priorities and Planning Committee）
- 内閣緊急應變委員會（Cabinet Committee on Emergency Management）
- 庫務委員會/内閣管理委員會（Treasury Board/Management Board of Cabinet）
- 立法及規例委員會（Legislation and Regulations Committee）
- 衛生、教育及社會政策委員會（Health, Education and Social Policy Committee）
- 就業及經濟政策委員會（Jobs and Economic Policy Committee）

## 外部連結
- （英文）Premier of Alberta （页面存档备份，存于）－亞伯達省政府網站 省長頁面